# Friedrich Ernst von Schwerin

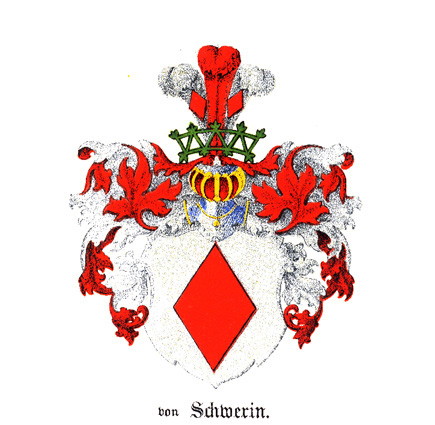
Herb nieutytułowanej gałęzi rodu von Schwerin

Friedrich Ernst von Schwerin (ur. 4 czerwca 1863 w Katowicach, zm. 16 sierpnia 1936 w Berlinie) – wysoki urzędnik administracji pruskiej, prawnik, który działał m.in. w Bydgoszczy, Gdańsku i na Górnym Śląsku.

## Życiorys
Schwerin pochodził z nieutytułowanej gałęzi swego staroszlacheckiego rodu, był synem Aleksandra Magnusa, urzędnika pruskiego, i Henrietty Emilii z domu Wittich.
W roku 1882 zdał maturę w ekskluzywnej szkole, Akademii Rycerskiej w Legnicy, i podjął studia prawa i politologii w Berlinie i Tybindze.
Po praktyce w sądach zdał egzamin referendarza sądowego w roku 1891 i odbył służbę wojskową jako tzw. ochotnik jednoroczny. Opuścił ją jako kapitan rezerwy i podjął pracę w administracji państwowej, zaczynając ją jako referendarz w Bydgoszczy.
Do roku 1898 przenoszony był na coraz wyższe stopnie urzędnicze w Stade, Kolonii, Gdańsku, w tym roku objął stanowisko landrata w Tarnowskich Górach (wówczas: Tarnowitz), które piastował do 1907.
Po krótkim epizodzie jako tymczasowy prezydent rejencji w Arnsbergu przeniesiony został na to samo, już bardzo wysokie, stanowisko do Opola, gdzie przebywał do 1915, działając jednocześnie jako kurator Instytutu Higieny w Bytomiu.
W 1915 przeniesiono go na niesłychanie prestiżowe stanowisko prezydenta rejencji w Poczdamie, które opuścił przechodząc w r. 1917 na emeryturę.
Schwerin był kawalerem licznych orderów i honorowym obywatelem miasta Opola.